# Гвардија Санфрамонди
Гвардија Санфрамонди (итал. Guardia Sanframondi) је насеље у Италији у округу Беневенто, региону Кампанија.
Према процени из 2011. у насељу је живело 4671 становника. Насеље се налази на надморској висини од 443 м.

## Становништво
| 1951. | 1961. | 1971. | 1981. | 1991. | 2001. | 2011. |
| ----- | ----- | ----- | ----- | ----- | ----- | ----- |
| 6.982 | 6.542 | 5.897 | 5.752 | 5.786 | 5.592 | 5.246 |